# 卡奧萊
6°27′48″S 38°56′48″E / 6.4634°S 38.9468°E

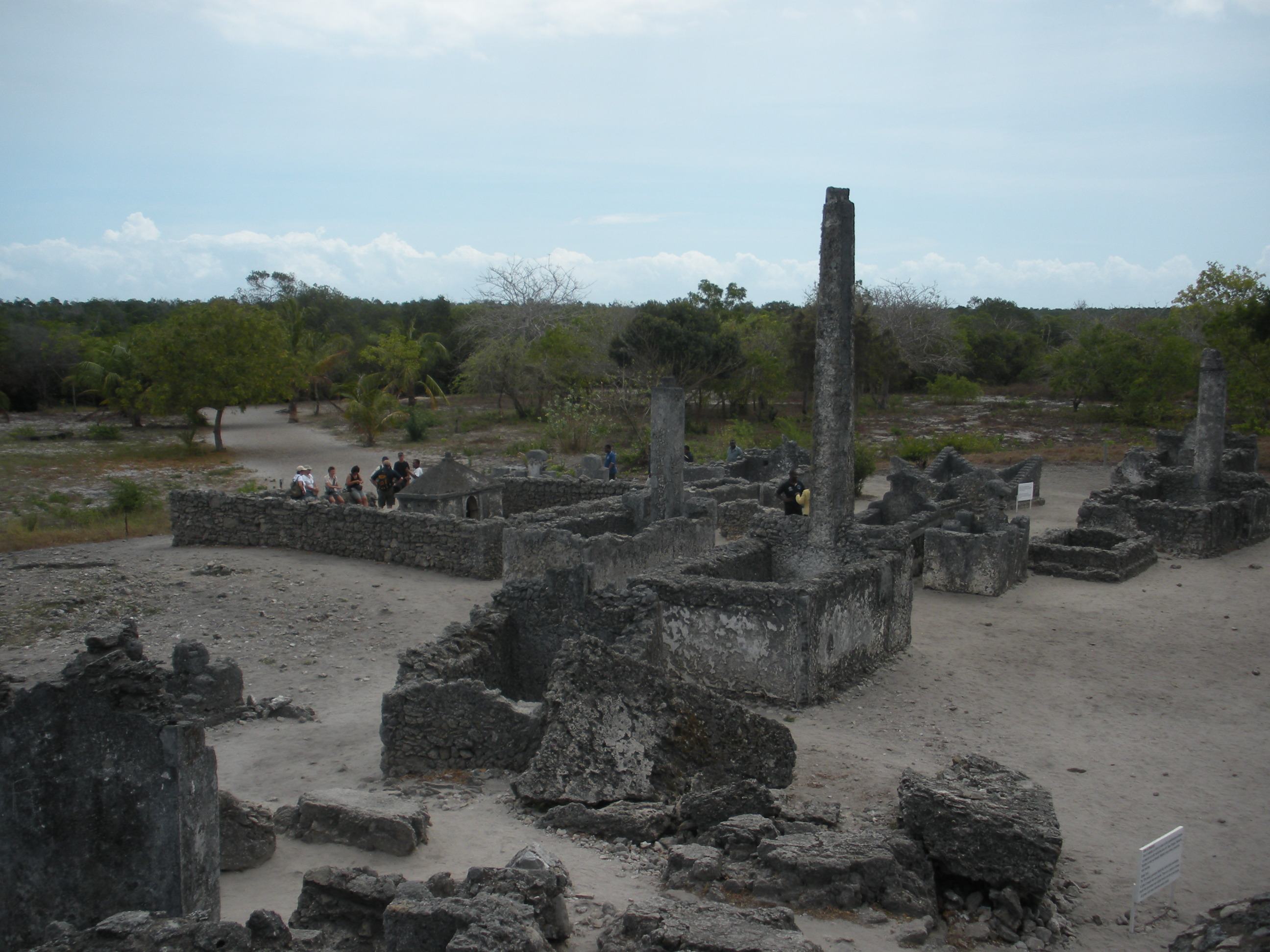
2009年

卡奧萊是坦桑尼亞巴加莫約東南5公里的一處考古遺址，時間為13至16世紀。
卡奧萊原本是一座由設拉子人設立的城鎮，當時稱為Pumbuji。在設拉子時代以後，城市逐漸衰落並被廢棄。當地的扎拉莫人稱之為卡奧萊，意思是「去看看吧」，據稱是取意教人憑弔那裡昔日的繁華。目前當地受著濕氣和紅樹林的威脅。第一個研究遺址的人是英國考古學家尼維爾‧奇蒂克。

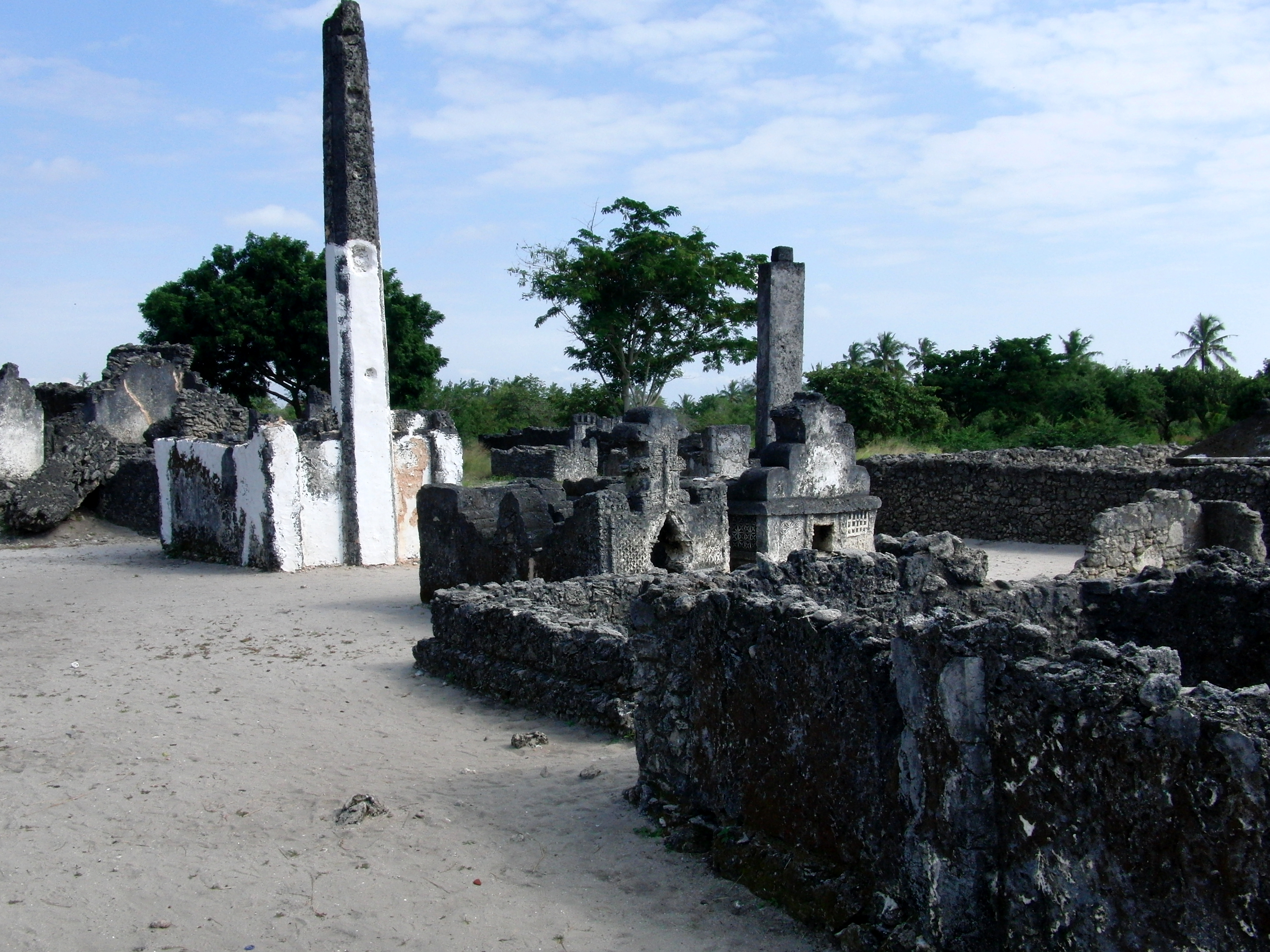
其中一個清真寺和墓葬遺跡（2011年）

當地建築以珊瑚石築成，現存兩所清真寺和二十二個樹有石柱的墓葬遺跡。其中一座清真寺更是非洲最古老的。在遺址中亦發現了中國瓷器，說明了當地人與中國存有貿易聯繫。